# Alcetas II de Epiro
Alcetas II (en griego, Ἀλκέτας) fue rey de Epiro, hijo de Arimbes y nieto de Alcetas I.
Tenía un carácter muy violento y fue desheredado por su padre, que designó sucesor a su hijo segundo, Eácides I. Este murió en una batalla contra Casandro en el 313 a. C. y luego fue proclamado Alcetas II. Casandro envió contra él un ejército dirigido por Liciscos, pero Alcetas II no tardó en aliarse con Casandro (312 a. C.) y hacer las paces.
Los epirotas no tardaron en sublevarse y mataron al rey y a sus dos hijos. Pirro, hijo de Eácides I, con sólo 12 años, fue proclamado rey con la ayuda de Glaucias de Iliria (307 a. C.)
| Predecesor: Eácides | Rey de Epiro 313 - 307 a. C. | Sucesor: Pirro |

- Datos: Q560625